# Marivaux
Pour les articles homonymes, voir Carlet.
Marivaux (né Pierre Carlet) est un écrivain français, baptisé à Paris le 4 février 1688 et mort à Paris le 12 février 1763.
Surtout connu pour son théâtre et attaché aux Comédiens italiens, Marivaux est aussi romancier et journaliste, toujours spectateur solitaire d'une société en pleine transformation.
Il est élu à l'Académie française en 1742.
Il est le 5e auteur le plus joué par la Comédie-Française.

## Biographie

### Incertitudes
Il existe peu de documents et d'informations concrètes, précises et référencées sur la vie de Marivaux ; nombre de celles qui circulent à son sujet sont donc erronées ou infondées. Trois exemples justifient la prudence dont il faut entourer toute biographie de Marivaux et l'importance de référencer toute information.
Le nom « Pierre Carlet de Chamblain de Marivaux » n’apparaît jamais comme tel et n'a aucun fondement administratif ou généalogique. Marivaux est né Pierre Carlet. Il se fait appeler Pierre Decarlet en entrant en faculté de droit. C'est en 1716 qu'il utilise pour la première fois le nom de Carlet de Marivaux, en signature de l'épître de l'édition de son Homère travesti. Quant à Chamblain, c'est le nom de famille de son cousin germain du côté maternel, Jean-Baptiste Bullet de Chamblain, accolé dans des catalogues de libraires.

### Éléments biographiques
Marivaux est issu d'une famille de nobles originaires de Normandie qui avait fourni un sénateur au Parlement de Rouen. Son père, Nicolas Carlet, travaille dans l’administration de la marine jusqu’en 1698, puis à la Monnaie, où il a acheté une charge de contrôleur-contre-garde à la Monnaie de Riom le 9 décembre 1698 mais la Monnaie de Riom est fermée en 1700, puis rouverte en 1701 et il est devenu directeur de la Monnaie de Riom probablement vers 1703,,. Sa mère, Marie-Anne Bullet, est la sœur de Pierre Bullet, architecte du roi, qui ouvrira à Marivaux les portes de la Cour.
En 1698, la famille part s'installer à Riom, en Auvergne. Il est élève au Collège des Oratoriens de Riom de 1704 à 1711, et poursuit sa formation à Limoges.
Sa première pièce, Le Père prudent et équitable, est jouée à Limoges en 1708.
Logé à Paris chez son oncle Pierre Bullet (mort en 1716), Marivaux entreprend le 30 novembre 1710, en dilettante, des études de droit.
Marivaux commença sa carrière de journaliste et de dramaturge en 1716.
Le 7 juillet 1717, il épouse Colombe Bologne, fille d’un riche avocat originaire de Sens, conseiller du Roi, dont la dot permet au ménage de vivre dans l’aisance. Prosper Jolyot de Crébillon signe l'acte comme témoin. La fille unique du couple, Colombe Prospère naquit moins de 7 mois plus tard, le 24 janvier 1718 ; elle entre à l'Abbaye Notre-Dame du Trésor en 1745 et y termine sa vie.
Son père meurt le 14 avril 1719. La famille est vraisemblablement fortement affectée par la banqueroute de Law en 1720.
Il obtient sa licence en droit en 1721, est reçu avocat, mais n’exerce jamais.
Il perd son épouse en 1723.
Marivaux est élu à l'Académie française en 1742.
Malade depuis 1758, Marivaux succombe à une pleurésie le 12 février 1763.

## Carrière littéraire

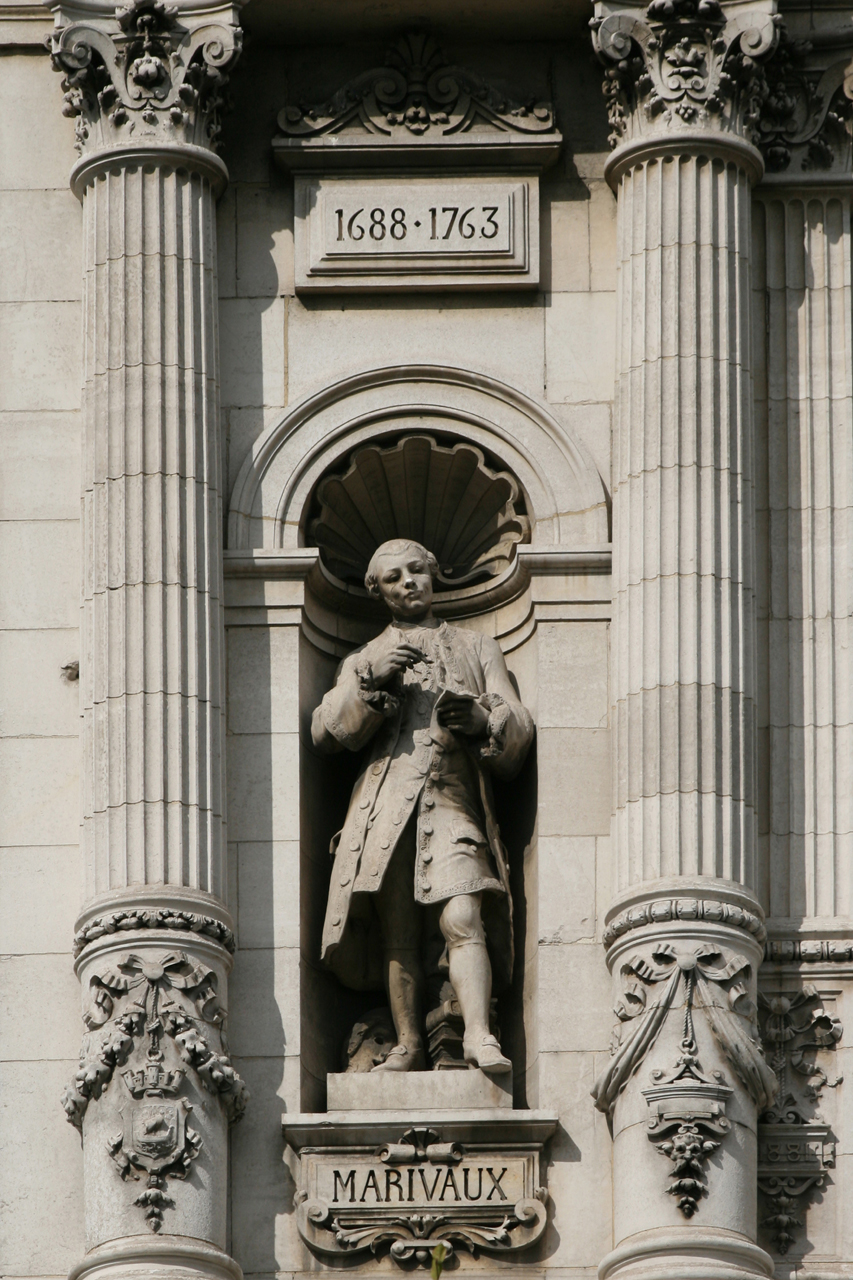
Statue de Marivaux à l'Hôtel de ville de Paris.

Son premier texte est une comédie d'intrigue en un acte et en vers le Père prudent et équitable, ou Crispin l’heureux fourbe jouée dans un cercle d’amateurs en 1706 à Limoges et éditée en 1712. Il édite son premier roman en 1712 Les Effets surprenants de la sympathie.

### Moderne contre les Anciens
Sa rencontre avec Fontenelle et la fréquentation du salon de Madame de Lambert sont déterminantes. Il fréquente les « Modernes » et singe les Anciens en traitant dans un esprit néo-précieux enjoué et décalé tout ce qui fait le patrimoine culturel des écrivains classiques - comme Homère, par exemple, dont il parodie l'œuvre dans deux romans, Le Télémaque travesti (1715) et L'Iliade d'Homère travestie en vers burlesques (1716).

### Le théâtre Italien
En 1720, il s’essaie néanmoins à la tragédie classique, en cinq actes et en vers, avec Annibal, joué en 1720 à la Comédie-Française, mais ne rencontre pas de succès et ne reviendra jamais à ce genre.
Son premier succès, il le doit, la même année, à Arlequin poli par l'amour joué par les acteurs italiens de Luigi Riccoboni. Marivaux apprécie le jeu des comédiens italiens et devient l’auteur attitré de la troupe. La jeune Silvia Balletti devient son interprète idéale et il écrit spécialement pour elle.
Il révolutionne le genre de la comédie sentimentale, qu’il explore au travers des deux Surprises de l’amour ou de La Double Inconstance, mais surtout de ses pièces devenues de grands classiques du répertoire : Le Jeu de l'amour et du hasard (1730), Le Legs (1736) et Les Fausses Confidences (1737).
Il écrit aussi des comédies sociales sur des sujets tels que la liberté et l’égalité entre les individus (L'Île des esclaves en 1725), ou la situation des femmes (La Nouvelle Colonie en 1729). Placées dans des cadres utopiques, ces pièces, qui ont eu peu de succès à leur création, développent ses réflexions sur les relations humaines et ancrent Marivaux dans le XVIIIe siècle.
Mais ses succès ne sont jamais éclatants ; les Comédiens Français et leur public ne l’apprécient pas et le Théâtre-Italien reste une scène parisienne secondaire.
Marivaux s’est toujours tenu à l’écart des « philosophes ».

### Le moraliste
Parallèlement, il expose ses réflexions dans des journaux dont il est l’unique rédacteur, à la fois conteur, moraliste et philosophe : Le Spectateur françois (25 livraisons entre 1721-1724), inspiré du Spectator anglais, L’Indigent Philosophe (1727) et Le Cabinet du philosophe (1734). Il y décrit la société cloisonnée et hiérarchisée de son temps. Il dépeint avec humour les travers de ses contemporains, développe ses conceptions esthétiques, défend son goût pour une écriture spontanée et son droit de rire des hommes en général « et de moi-même que je vois dans les autres ».

### Le romancier
Marivaux est, avec l’abbé Prévost, un des écrivains qui ont le plus profondément réfléchi sur le paradoxe de l’écriture romanesque[Quoi ?].
Sa principale œuvre romanesque est La Vie de Marianne dont la rédaction s’étend sur environ quinze ans (1726-1741). L’héroïne, âgée, raconte sa vie, mais entremêle son récit de considérations sur l’amour, l’amitié, la sincérité, la reconnaissance sociale du mérite personnel. Le récit demeure inachevé, mais Marie-Jeanne Riccoboni lui a donné une suite en 1761, Suite de la vie de Marianne, qui fut appréciée par Marivaux.[réf. nécessaire]
Les thèmes de La vie de Marianne se retrouvent dans Le Paysan parvenu, un roman d'apprentissage publié en 1735 qui raconte la venue à Paris et l’ascension sociale de Jacob, aidée par ses succès amoureux.

### L'académicien
À partir de 1733, il fréquente le salon de Claudine de Tencin, qui devient pour lui une amie précieuse. Grâce à elle, après plusieurs échecs et l'opposition menée par Pierre-Joseph Thoulier d'Olivet), Marivaux est élu à l’Académie française en 1742, contre Voltaire.
Il y prononça plusieurs discours - Réflexions en forme de lettre sur le progrès de l’Esprit humain (1744), Réflexions sur l’esprit humain à l’occasion de Corneille et de Racine (1749), Réflexion sur les Romains et les anciens Perses (1751) - et il ne composa alors plus que quelques pièces, à destination de la Comédie-Française, d'ailleurs éditées sans être jouées, et un dialogue, L'Éducation d’un prince (1753).

## Le théâtre de Marivaux
Si le travail de Marivaux en tant que romancier et journaliste reste peu connu, la classification de ses pièces proposée par Marcel Arland montre que notre connaissance de son théâtre, abondant, est elle aussi bornée au seul registre des comédies d'amour, aux dépens en particulier des comédies morales.
La chronologie montre par ailleurs, que Marivaux n'a pas abordé successivement ces registres, mais les a alternés tout au long de sa carrière littéraire, attestant ainsi d'une volonté et de capacités à utiliser tous les ressorts de la comédie.

### Cinq comédies d'intrigue
Le Père prudent et équitable (1706 ; éd. à Limoges en 1712) ; La Fausse Suivante ou Le Fourbe puni (1724), Le Dénouement imprévu (1724) ; La Méprise (1734) ; La Joie imprévue (1738).

### Deux comédies héroïques
Le Prince travesti (1724) ; Le Triomphe de l'amour (1732).

### Quinze comédies morales
Le Legs (1736) ; Les Sincères (1739) ; Le Préjugé vaincu (1746) ; L'École des mères (1732) ; L'Héritier de village (1725) ; Le Petit-Maître corrigé (1734) ; L'Île des esclaves (1725) ; L'Île de la raison ou Les petits hommes (1727) ; La Colonie (1750) ; L'Amour et la Vérité (1720) ; Le Triomphe de Plutus (1728) ; La Réunion des Amours (1731) ; Le Chemin de la fortune (1734) ; Félicie (lue à l'Académie française en 1757, non jouée ; publiée dans Le Mercure en 1757) ; Les Acteurs de bonne foi (1748, publiée dans Le Conservateur en novembre 1757).
Registre le plus présent dans le théâtre de Marivaux, celui-ci prolonge ses études journalistiques et le positionne comme un observateur des caractères - dans le sillage de Molière - et dénonciateur des hiérarchies sociales de son temps. C'est à travers ces textes en particulier que Marivaux peut être rattaché au mouvement des Lumières.

### Deux drames bourgeois
La Mère confidente (1735) ;
La Femme fidèle (1755).

### Dix comédies d'amour
Arlequin poli par l'amour (1720) ; La Surprise de l'amour (1722) ; La Double Inconstance (1723) ; La Seconde Surprise de l'amour (1727) ; Le Jeu de l'amour et du hasard (1730) ; Les Serments indiscrets (1732) ; L'Heureux Stratagème (1733) ; Les Fausses Confidences (1737) ; L'Épreuve (1740) ; La Dispute (1744).

### Autres pièces
Arland n’ignore pas les limites de sa classification et renvoie à d’autres tentatives ; la sienne exclut d’ailleurs Annibal (1720), Mahomet second (1726 ? Tragédie inachevée en prose), La Commère (1741) et La Provinciale (1761).
Il faut au reste signaler deux pièces perdues : L'heureuse Surprise et L’Amante Frivole.

### Les grands axes

#### Castigat ridendo mores
Le théâtre de Marivaux répond à la devise latine « castigat ridendo mores » (qui « corrige les mœurs par le rire ») et construit une sorte de pont entre la bouffonnerie et l’improvisation traditionnelle de la commedia dell'arte, avec ses personnages stéréotypés (essentiellement Arlequin), source de burlesque, et un théâtre plus littéraire et psychologique, plus proche des auteurs français et anglais. Ce qui implique que ce théâtre utilise divers niveaux de comique, les domaines du ludique, du satirique et du poétique.

#### Le marivaudage
Le nom de Marivaux a donné naissance au verbe « marivauder » qui signifie « échanger des propos galants et raffinés ». Par extension a été créé le mot « marivaudage », et ce du vivant même de Marivaux, et probablement dans un de ces cafés littéraires si prisés à l’époque. Ces mots apparaissent dès 1739, dans la correspondance de Françoise de Graffigny ; marivauder a le sens de « disserter sans fin sur de menus problèmes » et marivaudage désigne une forme trop raffinée d’analyse morale. Mais le mot désigne également un style, que Jean-François de La Harpe définit, à la fin du siècle, dans son Lycée ou cours de littérature ancienne et moderne, en insistant sur le mélange des registres opposés.

« Marivaux se fit un style si particulier qu’il a eu l’honneur de lui donner son nom ; on l’appela « marivaudage ». C’est le mélange le plus bizarre de métaphysique subtile et de locutions triviales, de sentiments alambiqués et de dictons populaires. »

 Il le rapproche également d’autres termes tels que « libertinage » et « badinage ».
Marivaux, à la fin du XVIIIe siècle, était accusé de ne pas parler le français ordinaire (mais d’Alembert évoque surtout le style de ses journaux et romans), de pécher contre le goût, et quelquefois même contre la langue, parce que ses phrases semblaient mal dites, ses énonciations trop recherchées et obscures.
De Marivaux, il faut tenir compte de certains apports au langage courant à travers les formules utilisées par l'auteur dans ses didascalies. Ainsi, on citera l'expression « faire parler son cœur », ou encore « mettre en valeur ».
Dès le XVIIIe siècle donc, le mot marivaudage a un double sens : il ne désigne pas seulement le style de l’écrivain, mais aussi cette forme d’analyse morale et psychologique raffinée à l’excès que Marivaux met en pratique dans ses romans, dans ses comédies et dans ses essais. Les censeurs dédaigneux du début de l’époque romantique, comme Sainte-Beuve, ne connaissent plus de Marivaux que les quelques pièces au répertoire de la Comédie-Française et le trouvent froid.
Mais le mot va devenir positif en même temps que le XVIIIe siècle de Watteau redevient à la mode, après 1850, et prendre un second sens plus général : il décrit un certain type de dialogue amoureux (dont les comédies de Marivaux offrent le modèle), il renvoie à une certaine façon de vivre l’échange, sur le mode de la galanterie et du badinage gracieux. C’est dans ce sens large que le mot est de nos jours le plus couramment employé pour désigner une atmosphère enjouée et spirituelle, des rapports amoureux fondés sur le jeu et la séduction, tels qu’on les trouve dans les films d’Éric Rohmer, par exemple.

#### Usage du langage et psychologie

##### Le statut des femmes
Dans son théâtre — mais aussi dans ses romans et le reste de son œuvre —, Marivaux s’est beaucoup intéressé à la femme et aux problèmes qui la concernaient au XVIIIe siècle, à un point tel que plusieurs critiques ont parlé d’un « féminisme marivaudien ». Pour d’autres, la redéfinition qu’il propose à travers ses textes de la condition féminine demeure superficielle, et le statut de ses héroïnes, ambigu.

## Romans et récits de Marivaux
- Pharsamon, ou Les Nouvelles Folies romanesques (écrit en 1712, édité en 1737)
- Les Aventures de *** ou les Effets surprenants de la sympathie (1714)
- La Voiture embourbée (1714)
- Le Bilboquet (1712)
- L'Iliade travestie (1716) lire en ligne sur Gallica
- Le Télémaque travesti (1717)
- L'Île des esclaves, écrit en 1725
- La Vie de Marianne, écrit entre 1731 et 1742, inachevé
- Le Paysan parvenu, écrit en 1734-1735, inachevé.

## Éditions des œuvres
NB. On ne reprend ici que les recueils - les éditions des œuvres individuelles sont signalées à leur article.
- Marivaux, Théâtre complet, éd. Frédéric Deloffre avec la collaboration de F. Rubellin, Paris, Le Livre de Poche, La Pochothèque/Classique Garnier, 2000.
- Marivaux, Œuvres de jeunesse, éditées par F. Deloffre, Paris, Gallimard, coll. La Pléiade, 1972.
- Marivaux, Théâtre complet, texte préfacé et annoté par Marcel Arland, Paris, Gallimard, coll. La Pléiade, 1961.
- Marivaux, Romans, texte présenté et préfacé par Marcel Arland, Paris, Gallimard, coll. La Pléiade, 1957.
- Marivaux, théâtre, éd. par Fournier et Bastide, Éditions nationales, 1957.
- Œuvres complètes de Marivaux, éd. par M. Duviquet, Paris, 1825-1830, 10 tomes.
  - Tomes 1 à 7 édités par Haut-Cœur et Gayet jeune, 1825.
  - Tome 8 édité par P.-J. Gayet, 1827.
  - Tomes 9 et 10, édités par Dauthereau, 1830.

## Jugements et réception
« À l’égard de M. de Marivaux, je serais très-fâché de compter parmi mes ennemis un homme de son caractère, et dont j’estime l’esprit et la probité. Il y a surtout dans ses ouvrages un caractère de philosophie, d’humanité et d’indépendance, dans lequel j’ai trouvé avec plaisir mes propres sentiments. Il est vrai que je lui souhaite quelquefois un style moins recherché, et des sujets plus nobles ; mais je suis bien loin de l’avoir voulu désigner, en parlant des comédies métaphysiques. Je n’entends par ce terme que ces comédies où l’on introduit des personnages qui ne sont point dans la nature, des personnages allégoriques, propres, tout au plus, pour le poème épique, mais très-déplacés sur la scène, où tout doit être peint d’après nature. Ce n’est pas, ce me semble, le défaut de M. de. Marivaux ; je lui reprocherais, au contraire, de trop détailler les passions, et de manquer quelquefois le chemin du cœur, en prenant des routes un peu trop détournées. J’aime d’autant plus son esprit que je le prierais de le moins prodiguer. Il ne faut point qu’un personnage de comédie songe à être spirituel ; il faut qu’il soit plaisant malgré lui, et sans croire l’être : c’est la différence qui doit être entre la comédie et le simple dialogue. Voilà mon avis, mon cher monsieur, je le soumets au vôtre. »

— Voltaire, lettre à M. Berger, février 1736.

« Marivaux fit comme les disciples de Luther, qui, dans leur licence hétérodoxe, allèrent beaucoup plus loin que leur maître. […] Le travestisseur d’Homère, ennemi déclaré et blasphémateur intrépide de l’Iliade, pouvait être comparé à ces incrédules endurcis, qui, en attaquant le culte public, outragent avec audace ce qu’ils ont le malheur de mépriser »

— D'Alembert, 1742.

« Nous avons encore perdu un autre écrivain célèbre. M. de Marivaux de l'Académie Française est mort ces jours passés âgé de plus de soixante seize ans. Cet auteur a fait quelques tragédies détestables un grand nombre de comédies la plupart pour le Théâtre Italien et quelques romans qui ont eu du succès et qu'il n'a pas achevés. Sa Mariane et son Paysan parvenu sont très connus. Il avait un genre à lui très aisé à reconnaître très minutieux qui ne manque pas d'esprit ni parfois de vérité mais qui est d'un goût bien mauvais et souvent faux. M. de Voltaire disait de lui qu'il passait sa vie à peser des riens dans des balances de toile d'araignée ; aussi le marivaudage a passé en proverbe en France. »

— Correspondance littéraire, 15 février 1763. Éd. Paris, Furnes, 1829, tome troisième, p. 182.

« Ce jargon dans le temps s’appelait du marivaudage. Malgré cette affectation, M. de Marivaux avait infiniment d’esprit ; mais il s’est défiguré par un style entortillé et précieux, comme une jolie femme se défigure par des mines. »

— Palissot, 1777

« C’est le mélange le plus bizarre de métaphysique subtile et de locutions triviales, de sentiments alambiqués et de dictons populaires ; […] Ce langage hétéroclite est celui de tous les personnages sans exception. »

— La Harpe, Lycée, 1799, Paris, Depelafol, 1825, t. XI, chap. 5, section 5, p. 369.

« Presque tous les ouvrages de Marivaux respirent l'enjouement et la finesse et supposent assez généralement une imagination vive et un caractère d esprit singulier. (...) Celles [de ses pièces] qu'on regarde comme les meilleures sont La Surprise de l'Amour, Le Legs et le Préjugé vaincu au théâtre français et, au théâtre italien, La Surprise de l'Amour, La Double Inconstance et L'Epreuve. (...) lorsqu'elles [ses pièces] manquent d'un certain intérêt de cœur il y existe presque toujours un intérêt d'esprit qui le remplace. (...) les défauts que l'on remarque dans les ouvrages dramatiques de Marivaux ne viennent que d'une surabondance d'esprit qui fait tort à la délicatesse de son goût. »

— Annales dramatiques, vol. 6, Paris, Babault et al., 1810, p. 130-133.
En dépit de sa modernité, Marivaux n'a pas connu de grand succès de son vivant. Depuis, pourtant, son influence littéraire est non négligeable : sa technique romanesque profitera à Stendhal, son style de dialogue théâtral, surtout, inspirera, au XIXe siècle, les comédies de Musset, et au XXe siècle celles de Giraudoux. Et il a, à titre posthume, trouvé un public enthousiaste qui considère précisément comme moderne la complexité qu’on lui reprochait de son temps.

## Hommages
- Statue à l'Hôtel de ville de Paris - ci-contre.
- Plusieurs rues en France portent le nom de Marivaux : voir l'article Rue de Marivaux .
- Jean Giraudoux, Hommage à Marivaux, 1943.